# David Clotet
David Clotet Roca, deportivamente conocido como Clotet (Granollers, España; 1 de diciembre de 1972) es un exjugador, actualmente entrenador, de fútbol español. Jugaba como defensa y disputó dos temporadas en la Primera División de España: la primera con el CD Logroñés y la segunda con el Rayo Vallecano.

## Trayectoria
Formado en el CF Damm, equipo de fútbol base de Barcelona, en 1992 se incorporó al FC Martinenc, que por entonces militaba en el grupo catalán de Tercera División, donde se convirtió en uno de los jugadores más destacados del equipo. La siguiente temporada dio el salto a la UDA Gramanet, formando parte de uno de los mejores equipos de la historia del club, que se proclamó campeón de Segunda División B y disputó la promoción de ascenso a Segunda A.
Tras esta temporada Clotet siguió su progresión fichando por un equipo de Primera División: el Valencia CF. Sin embargo, tras la pretemporada, el entonces técnico valencianista, Carlos Alberto Parreira, decidió descartarlo para el primer equipo, pasando al filial de Segunda B. El verano de 1995 nuevamente realizó la pretemporada con el primer equipo, participando en algunos encuentros amistosos, pero volvió a ser descartado por el técnico, Luis Aragonés, marchando cedido al CD Logroñés de Segunda División. En el equipo riojano se convirtió en uno de los puntales de la zaga, logrando el ascenso a Primera. Su debut en la máxima categoría tuvo lugar el 1 de septiembre de 1996, en La Romareda ante el Real Zaragoza. La campaña terminó con el descenso del CD Logroñés, colista, a Segunda División. Clotet fue el cuarto máximo anotador del equipo, con tres goles en veinte partidos. 
Tras el descenso, Clotet continuó dos campañas más con el CD Logroñés en Segunda, hasta que el verano de 1999 fue traspasado al Rayo Vallecano, también de la categoría de plata. En su primer año con los de Vallecas logró un nuevo ascenso a Primera División. Sin embargo, la temporada 2000/01 apenas dispuso de oportunidades en la máxima categoría, participando 47 minutos en dos partidos, por lo que finalizada la campaña se marchó en busca de más minutos. Recaló en el CD Leganés, de Segunda División, donde jugó dos años y medio, hasta marcharse al Xerez CD en el mercado de invierno de la temporada 2003/04.
Tras seis meses con los jerezanos, regresó a su Cataluña natal para jugar en Segunda B con el Girona FC. En 2005 fichó por el CD Blanes, de Tercera División, donde jugó dos temporadas, aunque en la segunda apenas tuvo continuidad por sus problemas físicos. Se retiró al finalizar esa temporada. 
Después de colgar las botas ha sido entrenador en el fútbol base del CE Vila Olímpica de Barcelona.

## Clubes
| Club                 | País   | Año       |
| -------------------- | ------ | --------- |
| FC Martinenc         | España | 1992-1993 |
| UDA Gramanet         | España | 1993-1994 |
| Valencia CF Mestalla | España | 1994-1995 |
| CD Logroñés          | España | 1995-1999 |
| Rayo Vallecano       | España | 1999-2001 |
| CD Leganés           | España | 2001-2003 |
| Xerez CD             | España | 2004      |
| Girona FC            | España | 2004-2005 |
| CD Blanes            | España | 2005-2007 |

## Palmarés

### Campeonatos nacionales
| Título                     | Club         | País   | Año  |
| -------------------------- | ------------ | ------ | ---- |
| Liga de Segunda División B | UDA Gramanet | España | 1994 |
| Liga de Segunda División   | CD Logroñés  | España | 1996 |